# Brabrand Rostadion
Brabrand Rostadion er et klubhus for alle roklubber i Aarhus og ligger ved Brabrand Sø i Brabrand i den vestlige del af Aarhus. 
Klubhuset blev etableret i 1950'erne og i 2010 renoveret/nybygget for 8,5 mio. kr., bevilget ved Aarhus Byråd. Det står nu på et hævet fundament for at undgå vandskader i tilfælde af at søen går over sine bredder. De tidligere lokaler blev udsat for flere oversvømmelser med vand- og rådskader til følge.

## References
1. ↑  "Klubhus i energiklasse 1". Lokalavisen Aarhus. 2010-10-01. Arkiveret fra originalen 19. februar 2015. Hentet 2010-12-02.
2. ↑  "Det nye Brabrand Rostadion". Hentet 2010-12-02. (Webside ikke længere tilgængelig)

56°9′0.81″N 10°6′31.6″Ø / 56.1502250°N 10.108778°Ø

## Ekstern kilde/henvisning
- Wikimedia Commons har flere filer relateret til Brabrand Rostadion
- Rostadionets websted